# Hans Pomtow
Hans Rudolf Pomtow (* 27. März 1859 in Berlin; † 24. März 1925 ebenda) war ein deutscher Klassischer Philologe, Epigraphiker und Gymnasiallehrer. Er gehört zu den wichtigsten frühen Erforschern von Delphi.

## Leben, Wirken und Leistungen
Nach zeitweisem Besuch des Joachimsthalschen Gymnasiums in Berlin legte er 1877 an der Lateinischen Hauptschule in Halle die Abiturprüfung ab. Anschließend studierte er Klassische Philologie an der Universität Berlin, wo er am 18. Juli 1881 mit der Arbeit De oraculis quae exstant Graecis trimetro iambico compositis promoviert wurde. Am 23. Mai 1882 bestand er das Staatsexamen für den Gymnasialdienst und leistete sein Probejahr im Schuldienst von August 1882 bis September 1883 an der Gelehrtenschule des Johanneums in Hamburg ab.
Seit 1884 beschäftigte er sich mit der Erforschung des antiken Delphi. Im Juli 1887 wurde er von der Preußischen Akademie der Wissenschaften mit der Herausgabe der delphischen Inschriften für das Corpus Inscriptionum Graecarum beauftragt und verbrachte längere Aufenthalte in Delphi zur Sammlung des Materials und führte dort auch Ausgrabungen durch. Das praktisch vollendete Werk konnte jedoch nicht gedruckt werden, da nach dem Beginn der französischen Ausgrabungen in Delphi 1892 die Franzosen auf der Veröffentlichung der Inschriften bestanden und der Plan daher im November 1899 auf Wunsch der Pariser Académie des inscriptions et belles-lettres aufgeschoben wurde. Daraufhin musste Pomtow wieder in den Schuldienst treten. Seit Ostern 1900 war er als Lehrer in Berlin tätig, zunächst am Königlichen Wilhelms-Gymnasium, seit 1901 am Luisengymnasium. 1906 wurde er zum Professor ernannt.
Pomtow beschäftigte sich neben seiner Arbeit als Lehrer weiter mit Geschichte, Inschriften und Denkmälern von Delphi und veröffentlichte zahlreiche Arbeiten dazu, die Zusammenfassung seiner Studien zur Topographie Delphis findet sich in seinem Beitrag zu Paulys Realencyclopädie der classischen Altertumswissenschaft von 1924. Eine eher unrühmliche Rolle nimmt Pomtow beim Scheitern des deutsch-französischen Gemeinschaftsprojektes zur Herausgabe der Inschriften von Delphi ein. Nachdem er sich – ähnlich seinem französischen Gegenüber Théophile Homolle – als misstrauisch und kaum zur gemeinschaftlichen Arbeit befähigt gezeigt hatte, was seit den 1890er Jahren mehrfach fast zum Scheitern des Projektes geführt und auch auf deutscher Seite für Verstimmungen gesorgt hatte, führte seine Publikation von 26 unveröffentlichten Inschriften 1913 zum endgültigen Bruch.
Pomtow starb kurz vor Vollendung des 65. Lebensjahres an einem Herzleiden. Seine Inschriftensammlung vermachte er seinem Freund Günther Klaffenbach, der sie der Preußischen Akademie der Wissenschaften übergab.

## Schriften (Auswahl)
- Poetae lyrici Graeci minores. Band 1–2, Leipzig 1885 (online: archive.org).
- Beiträge zur Topographie von Delphi. Berlin 1889 (online: UB Heidelberg)
- Fasti Delphici
  - Band I: Die Priesterschaften. In: Neue Jahrbücher für Philologie und Pädagogik. 139, 1889, S. 513–578.
  - Band II In: Neue Jahrbücher für Philologie und Pädagogik. 155, 1897, S. 737–765, S. 785–848.
  - Band III, Nr. 1: Die delphischen Buleuten. In: Philologus. 57, 1898, S. 524–563
- Die dreiseitige Basis der Messenier und Naupaktier zu Delphi. In Neue Jahrbücher für Philologie und Pädagogik. 153, 1896, S. 505–536.
- Delphoi. Zur Chronologie. In: Paulys Realencyclopädie der classischen Altertumswissenschaft (RE). Band IV,2, Stuttgart 1901, Sp. 2583–2700.
- Delphica (auch separat erschienen)
  - Band 1: Vorläufiger Bericht über die Ergebnisse einer Reise nach Delphi. In: Berliner Philologische Wochenschrift. 1906, Spalten 1165–1184.
  - Band 2: Bericht über die Ergebnisse einer neuen Reise nach Delphi. In: Berliner Philologische Wochenschrift. 1909, Spalten 155 ff. und 763 ff.
  - Band 3: Bericht über die Ergebnisse einer dritten Reise. In: Berliner Philologische Wochenschrift. 1911, Spalten 1547–1912, Salten 28 ff. und 923 ff.
- Studien zu den Weihgeschenken und der Topographie von Delphi.
  - Band 1: Bis zum Denkmal Lysanders für Aigospotamoi. In: Mitteilungen des Kaiserlich Deutschen Archäologischen Instituts, Athenische Abteilung. 31, 1906, S. 437–564.
  - Band 2: Bis zum Thesauros von Sikyon, excl. In: Klio. Nr. 7, 1907 und 8, 1908.
- Die alte Tholos und das Schatzhaus der Sikyonier zu Delphi. In: Zeitschrift für Geschichte der Architektur. 3, 1910, S. 97–143, S. 153–192.
- [Bearbeitung der delphischen Inschriften.] In: Sylloge Inscriptionum Graecarum. dritte Auflage, Band I, 1915 [zwischen S. 5 und 780; zwischen Nr. 5 und 534], Band II, 1917 [zw. S. 4 und 622, zw. Nr. 538 und 903]. Auch separat erschienen als Tituli Delphici. Bände I–II mit 8 Seiten (in der SIG nicht abgedruckten) Addenda et Corrigenda Delphica.
- Die Paionios-Nike in Delphi. In: Jahrbuch des Deutschen Archäologischen Instituts 37, 1922, S. 55–112.
- Delphoi, Die Topographie. In: Paulys Realencyclopädie der classischen Altertumswissenschaft (RE). Supplementband IV, Stuttgart 1924, Sp. 1189–1432.

## Belege
1. ↑  SEHEPUNKTE - Rezension von: Delos und Delphi - Ausgabe 25 (2025), Nr. 5. Abgerufen am 16. Mai 2025.

| Personendaten    | Personendaten                                            |
| ---------------- | -------------------------------------------------------- |
| NAME             | Pomtow, Hans                                             |
| ALTERNATIVNAMEN  | Pomtow, Hans Rudolf; Pomtow, Johannes                    |
| KURZBESCHREIBUNG | deutscher Altphilologe, Epigraphiker und Gymnasiallehrer |
| GEBURTSDATUM     | 27. März 1859                                            |
| GEBURTSORT       | Berlin                                                   |
| STERBEDATUM      | 24. März 1925                                            |
| STERBEORT        | Berlin                                                   |